# Термоакустична візуалізація

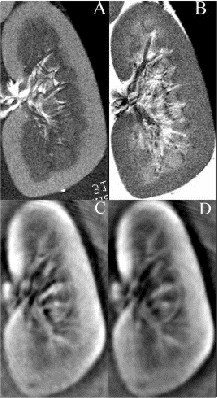
Рис. 1. Перші 3D термоакустичні зображення біологічної тканини (нирка барана)(C,D) в порівнянні з МРТ зображенням тієї самої ж нирки (A,B).

Термоакустична візуалізація стратегія вивчення властивостей поглинання людськими тканинами, з використанням практично будь-яких видів електромагнітного випромінювання, що
була запропонована Теодором Боуеном в 1981 р. 
Але Александер Грем Белл першим на століття раніше опублікував фізичний принцип на основі якого, отримувались термоакустичні зображення. Він спостерігав за явищем утроворення відчутного звуку при освітленні гумового листа промінем сонячного світла. Згодом після публікації роботи Боуена, 
інші дослідники запропонували методологію термоакустичної візуалізації за допомогою мікрохвиль. В 1994 дослідники використали інфрачервоний лазер для реєстрації перших термоакустичних зображень при оптичному поглинанні в близькій до ІЧ-області для фантому, що імітує тканини, хоча і в двох вимірах (2D). В 1995 інші дослідники сформолювали загальний алгоритм відновлення, за допомогою якого двувимірні термоакустичні зображення можуть бути обчислені із їх проєкцій, тобто запропонували алгоритм термоакустичної комп’ютерної томографії.
В 1998 дослідники Медичного Центру Університету Індіани  розширили алгоритм до тривімірного простору і застосували пульсуючі мікрохвилі для побудови першого повноцінного три вимірного термоакустичного знімку біологічної тканини[(Рис. 1)]. Згодом вони зробили перше тривимірне термоакустичне зображення ракової пухлини груді людини, знов таки з використанням імпульсних мікрохвиль (Рис. 2). З цього часу термоакустичний зображень мають широку популярність в науково-дослідних організаціях по всьому світу.

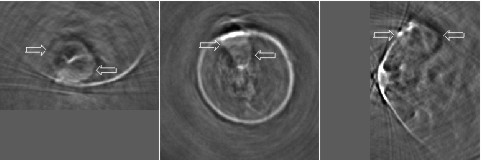
Рис. 2: Перше 3D термоакустичне зображення раку груді. Зліва направо: зображення показують осьову, корональну і сагітальну проєкції ракової пухлини.

 У 2008 році вже три компанії розроблювали комерційні системи  термоакустичної візуалізації - Seno Medical, Endra, Inc. і OptoSonics, Inc.